# Định lý Maxwell

Định lý Maxwell

Định lý Maxwell là một định lý trong lĩnh vực hình học phẳng được phát biểu như sau: Cho hai tam giác ABC và một điểm P trong mặt phẳng. Dựng tam giác A'B'C' sao cho các cạnh B'C', C'A', A'B' lần lượt song song với AP, BP, CP. Khi đó ba đường thẳng đi qua ba đỉnh tam giác A', B', C' lần lượt song song với ba cạnh BC, CA, AB sẽ đồng quy.

## Định lý kép của định lý Maxwell
Cho tam giác ABC, cho đường thẳng L cắt ba cạnh BC, CA, AB tại A1, B1, C1. Gọi A'B'C' 
là tam giác trong mặt phẳng sao cho B'C', C'A', A'B' lần lượt song song với AA1, BB1, CC1. Khi đó ba đường thẳng đi qua A', B', C' và lần lượt song song với BC, CA, AB sẽ cắt ba cạnh B'C', C'A', A'B' tại ba điểm thẳng hàng.